# الدوري الأردني 2000
كان الدوري الأردني لعام 2000 هو الموسم الـ50 من الدوري الأردني الممتاز، دوري الدرجة الأولى لأندية كرة القدم الأردنية. فاز الفيصلي بالدوري، بينما هبط الفحيص وسحاب. شارك ما مجموعه 10 فرق.